# Robyn Denny
Pour les articles homonymes, voir Denny.
Robyn Denny est le pseudonyme de Edward Maurice Fitzgerald Denny, né le 3 octobre 1930 à Abinger en Angleterre et mort le 20 mai 2014 à Cahors en France, un peintre et graveur expressionniste britannique, considéré comme l'un des artistes abstraits d'avant-garde au cours des années 1960 et 1970,.